# Cameron Henning
Pour les articles homonymes, voir Henning.
Cameron Henning est un nageur canadien né le 24 novembre 1960 à Edmonton.

## Biographie
Cameron Henning dispute l'épreuve du 200m dos aux Jeux olympiques d'été de 1984 de Los Angeles et remporte la médaille bronze.